# Tribaktimulya
Tribaktimulya is een bestuurslaag in het regentschap Bandung van de provincie West-Java, Indonesië. Tribaktimulya telt 5145 inwoners (volkstelling 2010).